# Nicolas de Laodicée
Pour les articles homonymes, voir Nicolas (prénom).
Nicolas de Laodicée est un philosophe et exégèse d'Aristote ayant vécu au IVe siècle. Il existe cependant une possible confusion avec Nicolas de Damas, historien vivant à l'époque de l'empereur Auguste, à qui l'on attribue aussi l'ouvrage De philosophia Aristotelis.
Selon l'écrivain Grégoire Bar Hebraeus (contemporain de Themistius ): « Parmi les philosophes savants de l'époque de l'empereur romain Julien, Nicolas fut prééminent dans la connaissance de la sagesse ».
Selon Ibn Butlan, Nicolas l'auteur de De philosophia Aristotelis était originaire de Laodicée.

## De philosophia Aristotelis
Le De philosophia Aristotelis est un ouvrage d'exégèse systématique , communément dénommé DPA.
Un seul manuscrit de cet ouvrage est connu, conservé à la Cambridge University Library sous la cote Gg 2.14. Il est écrit en syriaque, sans doute après 1400 apr. J.-C..
Le manuscrit est en très mauvais état : en partie lacunaire, surchargé de glose de copiste, sans en-tête de présentation, ni conclusion ; le texte est de surcroît remanié dans son ordre initial. Par ailleurs le texte originel de Nicolas a été fortement abrégé par endroits.